# Oscarsgalan 1991
Oscarsgalan 1991 var den 63:e upplagan av Academy Awards som belönade insatser inom film från 1990 och sändes från Shrine Auditorium i Los Angeles den 25 mars 1991. Årets värd var Billy Crystal för andra gången i rad.

## Vinnare och nominerade
Vinnarna listas i fetstil.
| Bästa film | Bästa regi |
| --- | --- |

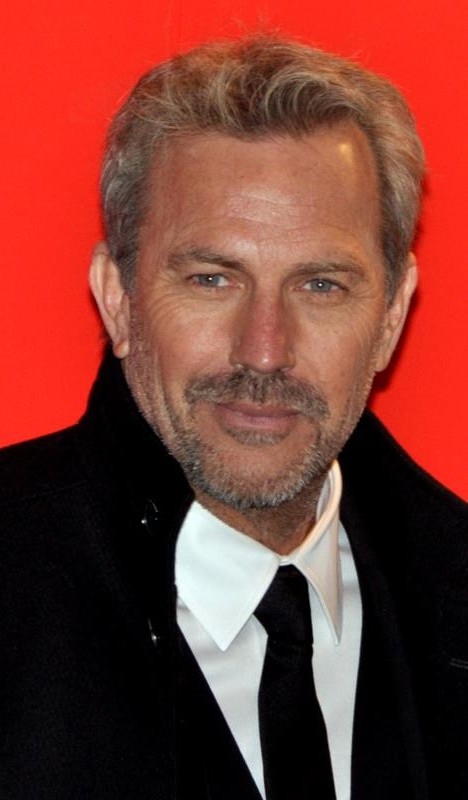
Kevin Costner
Bästa film och Bästa regi

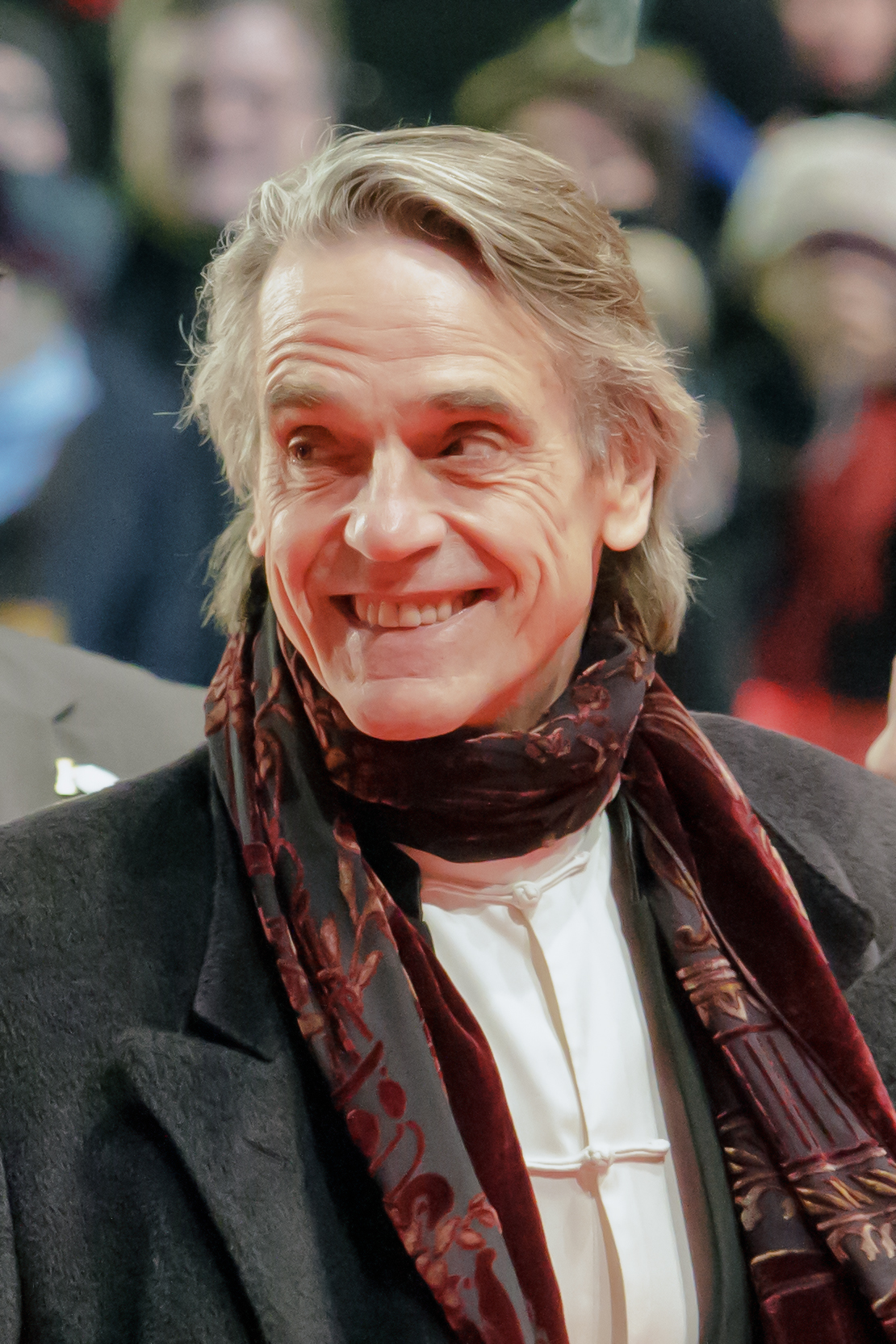
Jeremy Irons
Bästa manliga huvudroll

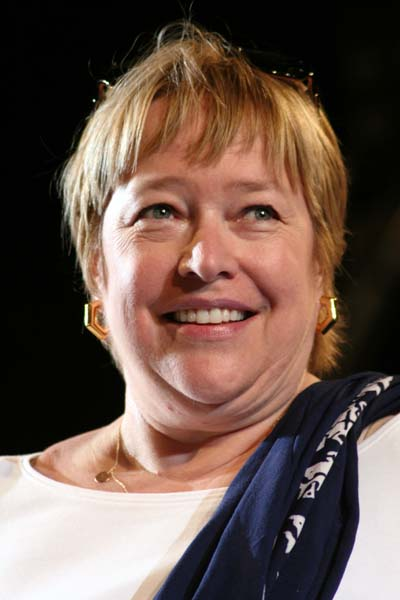
Kathy Bates
Bästa kvinnliga huvudroll

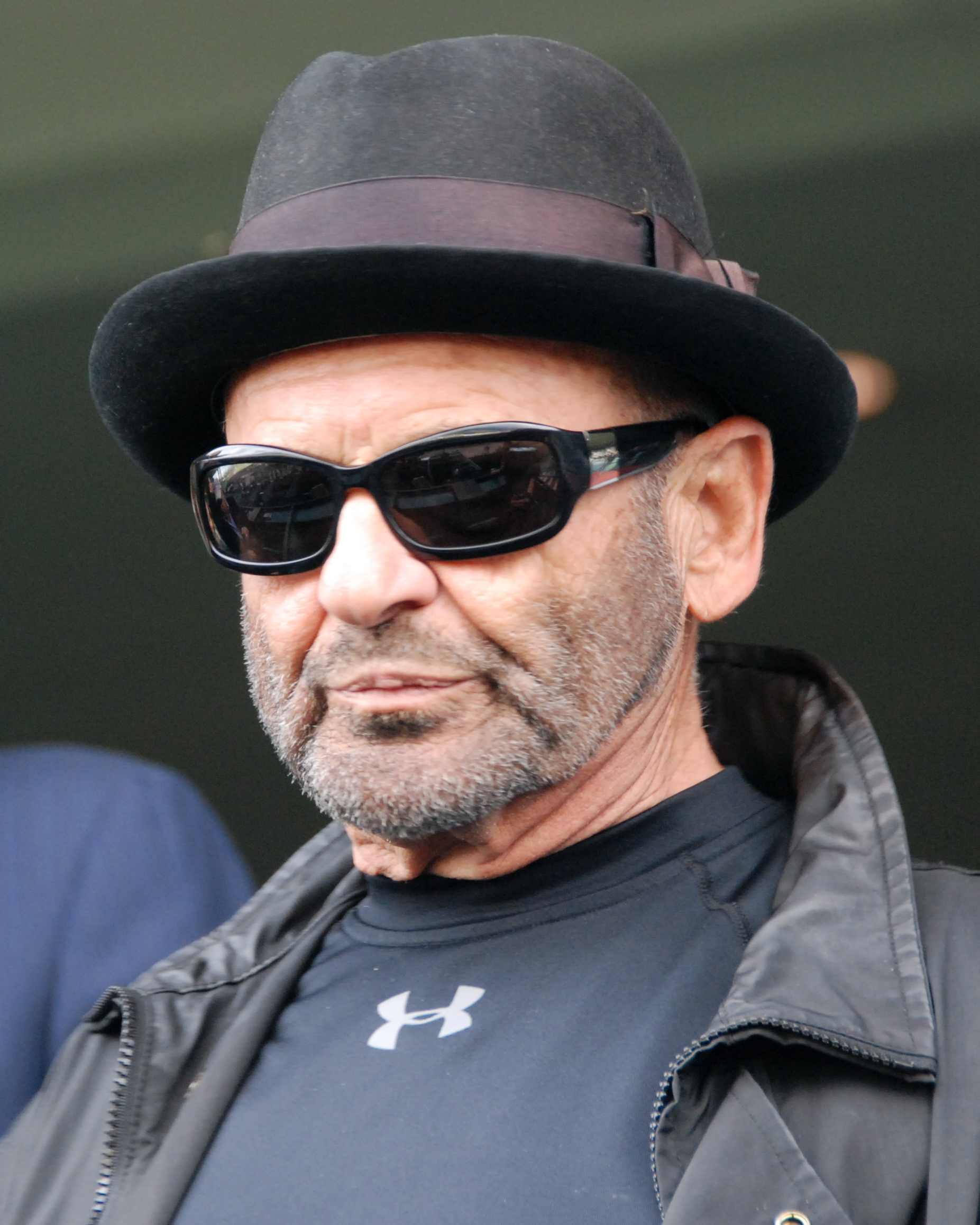
Joe Pesci
Bästa manliga biroll

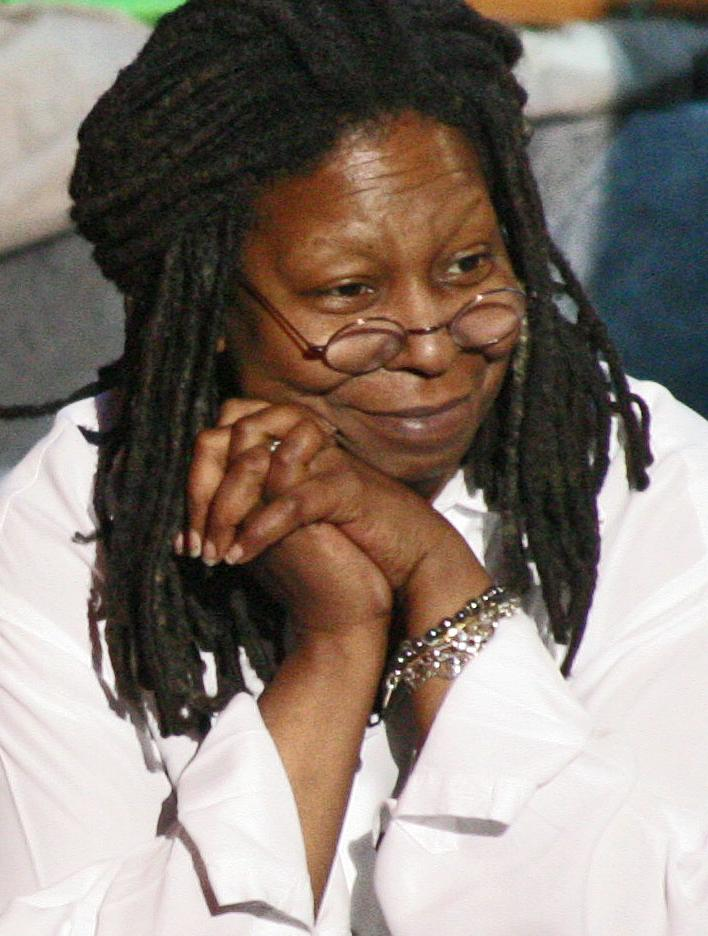
Whoopi Goldberg
Bästa kvinnliga biroll

| - Dansar med vargar – Jim Wilson och Kevin Costner - Uppvaknanden – Walter F. Parkes och Lawrence Lasker - Ghost – Lisa Weinstein - Gudfadern del III – Francis Ford Coppola - Maffiabröder – Irwin Winkler | - Kevin Costner – Dansar med vargar - Francis Ford Coppola – Gudfadern del III - Stephen Frears – Svindlarna - Barbet Schroeder – Mysteriet von Bülow - Martin Scorsese – Maffiabröder |
| Bästa manliga huvudroll | Bästa kvinnliga huvudroll |
| - Jeremy Irons – Mysteriet von Bülow - Kevin Costner – Dansar med vargar - Robert De Niro – Uppvaknanden - Gérard Depardieu – Cyrano de Bergerac - Richard Harris – Det gröna fältet | - Kathy Bates – Lida - Anjelica Huston – Svindlarna - Julia Roberts – Pretty Woman - Meryl Streep – Vykort från drömfabriken - Joanne Woodward – Paret Bridge |
| Bästa manliga biroll | Bästa kvinnliga biroll |
| - Joe Pesci – Maffiabröder - Bruce Davison – Longtime Companion - Andy García – Gudfadern del III - Graham Greene – Dansar med vargar - Al Pacino – Dick Tracy | - Whoopi Goldberg – Ghost - Annette Bening – Svindlarna - Lorraine Bracco – Maffiabröder - Diane Ladd – Wild at Heart - Mary McDonnell – Dansar med vargar |
| Bästa originalmanus | Bästa manus efter förlaga |
| - Ghost – Bruce Joel Rubin - Alice – Woody Allen - Avalon – Barry Levinson - Gifta på låtsas – Peter Weir - Metropolitan – Whit Stillman | - Dansar med vargar – Michael Blake - Uppvaknanden – Steven Zaillian - Maffiabröder – Nicholas Pileggi och Martin Scorsese - Svindlarna – Donald E. Westlake - Mysteriet von Bülow – Nicholas Kazan |
| Bästa icke-engelskspråkiga film | Bästa klippning |
| - Resan till hoppet (Schweiz) - Cyrano de Bergerac (Frankrike) - Den förskräckliga flickan (Tyskland) - Öppna dörrar (Italien) - Ju Dou - förbjuden kärlek (Kina) | - Dansar med vargar – Neil Travis - Ghost – Walter Murch - Gudfadern del III – Barry Malkin, Lisa Fruchtman och Walter Murch - Maffiabröder – Thelma Schoonmaker - Jakten på Röd Oktober – Dennis Virkler och John Wright |
| Bästa dokumentär | Bästa kortfilmsdokumentär |
| - American Dream – Barbara Kopple och Arthur Cohn - Berkeley in the Sixties – Mark Kitchell - Building Bombs – Mark Mori och Susan Robinson - Forever Activists: Stories from the Veterans of the Abraham Lincoln Brigade – Judith Montell - Waldo Salt: A Screenwriter's Journey – Robert Hillmann och Eugene X | - Days of Waiting – Steven Okazaki - Burning Down Tomorrow – Kit Thomas - Chimps: So Like Us – Karen Goodman och Kirk Simon - Journey into Life: The World of the Unborn – Derek Bromhall - Rose Kennedy: A Life to Remember – Freida Lee Mock och Terry Sanders |
| Bästa kortfilm | Bästa animerade kortfilm |
| - The Lunch Date – Adam Davidson - Bronx Cheers – Raymond De Felitta och Matthew Gross - Dear Rosie – Peter Cattaneo och Barnaby Thompson - Senzeni Na? – Bernard Joffa och Anthony E. Nicholas - 12:01 PM – Hillary Anne Ripps och Jonathan Heap                                                                | - Livets nödtorft – Nick Park - Wallace & Gromit: Osten är slut – Nick Park - Cavallette – Bruno Bozzetto |
| Bästa filmmusik | Bästa sång |
| - Dansar med vargar – John Barry - Avalon – Randy Newman - Ghost – Maurice Jarre - Havanna – Dave Grusin - Ensam hemma – John Williams | - "Sooner or Later (I Always Get My Man)" från Dick Tracy – Musik och Text av Stephen Sondheim - "Blaze of Glory" från Young Guns II – Musik och Text av Jon Bon Jovi - "I'm Checkin' Out" från Vykort från drömfabriken – Musik och Text av Shel Silverstein - "Promise Me You'll Remember" från Gudfadern del III – Musik av Carmine Coppola; Text av John Bettis - "Somewhere in My Memory" från Ensam hemma – Musik av John Williams; Text av Leslie Bricusse    |
| Bästa ljudredigering | Bästa ljud |
| - Jakten på Röd Oktober – Cecelia Hall och George Watters II - Dödlig puls – Charles L. Campbell och Richard C. Franklin - Total Recall – Stephen Hunter Flick | - Dansar med vargar – Russell Williams II, Jeffrey Perkins, Bill W. Benton och Gregory H. Watkins - Days of Thunder – Charles M. Wilborn, Donald O. Mitchell, Rick Kline och Kevin O'Connell - Dick Tracy – Thomas Causey, Chris Jenkins, David E. Campbell och Doug Hemphill - Jakten på Röd Oktober – Richard Bryce Goodman, Richard Overton, Kevin F. Cleary och Don J. Bassman - Total Recall – Nelson Stoll, Michael J. Kohut, Carlos Delarios och Aaron Rochin |
| Bästa scenografi | Bästa foto |
| - Dick Tracy – Richard Sylbert och Rick Simpson - Cyrano de Bergerac – Ezio Frigerio och Jacques Rouxel - Dansar med vargar – Jeffrey Beecroft och Lisa Dean - Gudfadern del III – Dean Tavoularis och Gary Fettis - Hamlet – Dante Ferretti och Francesca Lo Schiavo                                            | - Dansar med vargar – Dean Semler - Avalon – Allen Daviau - Dick Tracy – Vittorio Storaro - Gudfadern del III – Gordon Willis - Henry & June – Philippe Rousselot |
| Bästa smink | Bästa kostym |
| - Dick Tracy – John Caglione Jr. och Doug Drexler - Cyrano de Bergerac – Michèle Burke och Jean-Pierre Eychenne - Edward Scissorhands – Ve Neill och Stan Winston | - Cyrano de Bergerac – Franca Squarciapino - Avalon – Gloria Gresham - Dansar med vargar – Elsa Zamparelli - Dick Tracy – Milena Canonero - Hamlet – Maurizio Millenotti |

### Heders-Oscar
- Sophia Loren
- Myrna Loy

### Irving G. Thalberg Memorial Award
- Richard D. Zanuck
- David Brown

### Special Achievement-Oscar
Eric Brevig, Rob Bottin, Tim McGovern och Alex Funke för specialeffekterna i Total Recall.

### Filmer med flera nomineringar
- 12 nomineringar: Dansar med vargar
- 7 nomineringar: Dick Tracy och Gudfadern del III
- 6 nomineringar: Maffiabröder
- 5 nomineringar: Cyrano de Bergerac och Ghost
- 4 nomineringar: Avalon och Svindlarna
- 3 nomineringar: Jakten på Röd Oktober, Mysteriet von Bülow och Uppvaknanden
- 2 nomineringar: Ensam hemma, Hamlet, Total Recall och Vykort från drömfabriken

### Filmer med flera vinster
- 7 vinster: Dansar med vargar
- 3 vinster: Dick Tracy
- 2 vinster: Ghost

### Sveriges bidrag
Sverige skickade in God afton, Herr Wallenberg till galan som det svenska bidraget för priset i kategorin Bästa icke-engelskspråkiga film. Den blev inte nominerad.